# Aita

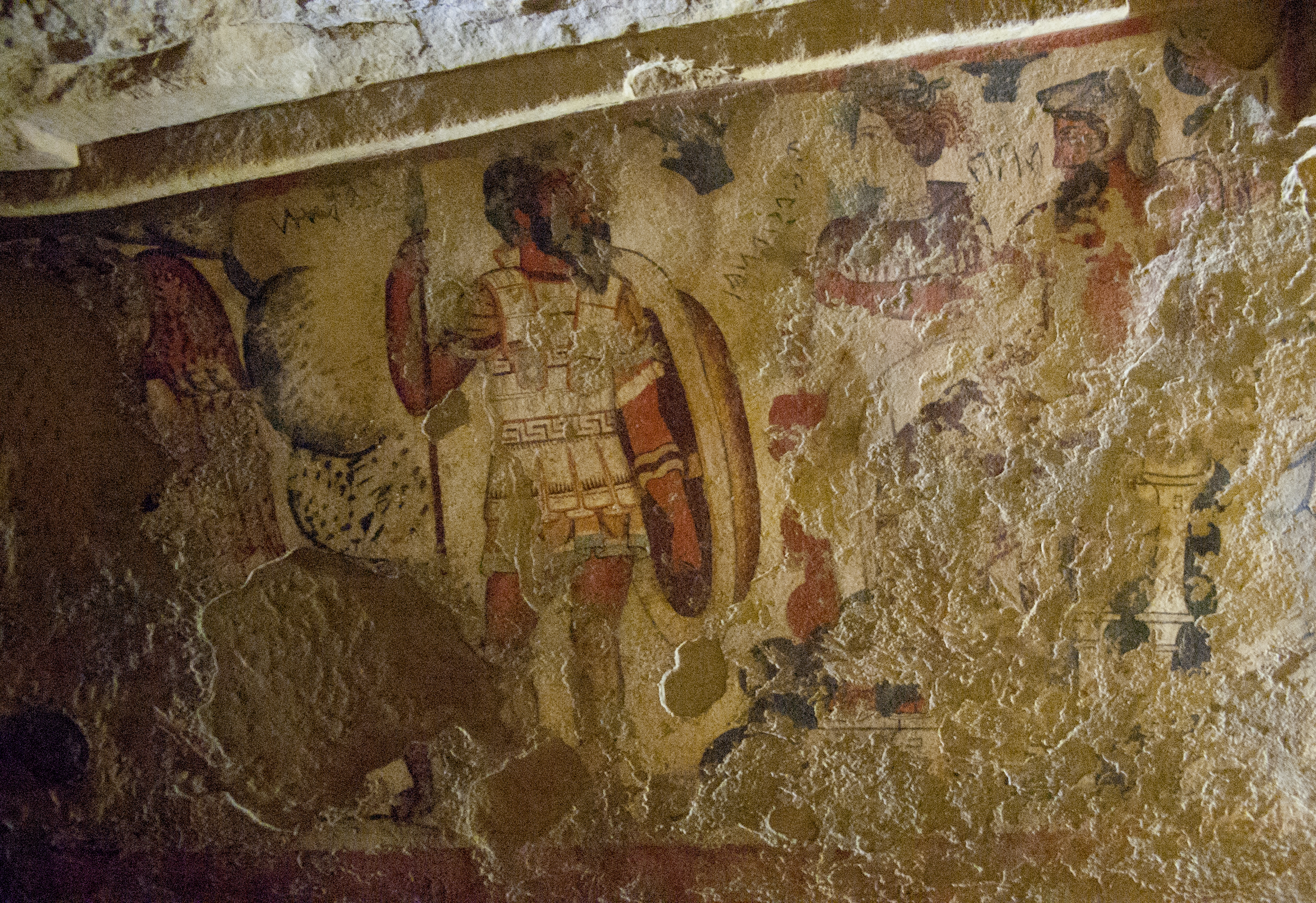
Tombe de l'Ogre : Aita figure à l'extrême droite

Aita est un dieu des Enfers dans la mythologie étrusque. Son nom n'apparaît qu'au IVe siècle av. J.-C..

## Présentation
Aita est l'équivalent d'Hadès dans la mythologie grecque et de Pluton dans la mythologie romaine.

## Iconographie
Aita ressemble à Tinia, un homme barbu possédant en plus un sceptre autour duquel s'enroule un serpent. Il porte sur sa tête la dépouille soit d'un chien, soit d'un loup.
Il existe une représentation célèbre d'Aita à Tarquinia dans la tomba dell'Orco : trônant
en compagnie de Phersipnei, il tient dans sa main droite un serpent et fait face à Géryon (Cerun en étrusque). Michel-Ange a sans doute eu l'occasion de voir une telle représentation dans une tombe et a réalisé un dessin de dieu barbu portant une peau de loup qui s'en inspire.